# 稲毛東 (千葉市)
稲毛東（いなげひがし）は、千葉県千葉市稲毛区の地名。現行行政地名は稲毛東一丁目から稲毛東六丁目。郵便番号は263-0031。

## 地理
稲毛区西部に位置している。東は小仲台に、西は稲毛と稲丘町と黒砂に、南は稲毛台町と黒砂台に、北は稲毛町に接している。

## 交通

### 鉄道
- JR東日本 （ 中央・総武緩行線、 総武快速線）
  - 稲毛駅

### 道路
- 千葉県道133号線
- 千葉県道134号線

## 施設
- 稲毛東公園
- ペリエ稲毛
- ワイズマート 稲毛店
- 千葉信用金庫 稲毛支店